# فرانز فيسل
فرانز فيسل (بالألمانية: Franz Wessel)‏ (و. 1903 – 1958 م) هو قاضي، ومحامي ألماني، توفي عن عمر يناهز 55 عاماً.

## مناصب
تولى منصب قاضي لدى المحكمة الدستورية الألمانية ‏ (7 سبتمبر 1951–10 سبتمبر 1958)
.

## روابط خارجية
- فرانز فيسل على موقع مونزينجر (الألمانية)